# 陳藻
陳藻（?—?），字薦夫，閩縣人。
師從林亦之。長於六朝文，安於贫苦，著有《论孟解》、《杜诗解》，学者称“乐轩先生”。有學生林希逸。贈迪功郎。另有《水明樓集》十四卷。